# کریستن بل
کریستن اَن بل (به انگلیسی: Kristen Anne Bell) (زاده ۱۸ ژوئیه ۱۹۸۰) هنرپیشه آمریکایی است. او که دوران بازیگری خود را با بازی در تئاتر آغاز کرد و در حالی که در مدرسه هنر تیش در دانشگاه نیویورک حضور داشت، اولین حضور خود را در برادوی در نقش بکی تاچر در موزیکال کمدی ماجراهای تام سایر انجام داد و در بازسازی برادوی بوته آزمایش ظاهر شد. او بعداً در فیلم اکشن مهیج اسپارتان (۲۰۰۴) ظاهر شد و برای بازی در فیلم درام تلویزیونی انتخاب گریسی (۲۰۰۴) مورد تحسین قرار گرفت.
اولین نقش اصلی او شخصیت عنوان در سریال تلویزیونی درام نوآر نوجوانان ورونیکا مارس (۲۰۰۴–۲۰۰۷) بود که تحسین منتقدان و جایزه زحل را برای بهترین بازیگر زن تلویزیون برای بازی خود دریافت کرد. او نقشی همنام را در فیلم ۲۰۱۴ و احیای ۲۰۱۹ آن تکرار کرد. بل در زمان حضورش در ورونیکا مارس در نقش مری لین در فیلم موزیکال جنون سیگاری (۲۰۰۵) بازی کرد، که تکرار نقشی بود که او در موزیکال نیویورکی به همین نام بازی کرده بود.
بل از سال ۲۰۰۷ تا ۲۰۰۸ در سریال علمی تخیلی قهرمان‌ها در نقش ال بیشاپ بازی کرد. او صداپیشگی راوی اصلی سریال درام نوجوان دختر سخن‌چین را بر عهده داشت و در ادامه این نقش در سال ۲۰۲۱ بازی کرد. بل همچنین در نقش جین ون در هوون، نقش اول زن در سریال کمدی خانه دروغ‌ها از شوتایم بازی کرد. او در نقش اول النور شلستروپ در سریال کمدی جای خوب که مورد تحسین منتقدان قرار گرفت، ایفای نقش کرد و برای این نقش نامزد جایزه گلدن گلوب شد.
در فیلم، او نقش اصلی فیلم را به عنوان شخصیت اصلی در فراموش کردن سارا مارشال (۲۰۰۸) ایفا کرد. او از آن زمان در تعدادی فیلم کمدی از جمله فرار زوج‌ها (۲۰۰۹)، هنگامی که در رم (۲۰۱۰)، دوباره تو (۲۰۱۰)، رئیس (۲۰۱۶)، مادرهای بد (۲۰۱۶)، و کریسمس مادرهای بد (۲۰۱۷) ظاهر شد. بل برای صداپیشگی پرنسس آنا در انیمیشن‌های دیزنی یخ‌زده (۲۰۱۳)، رالف اینترنت را خراب می‌کند (۲۰۱۸) و یخ‌زده ۲ (۲۰۱۹) شهرت بیشتری به دست آورد.

## گزیده فیلم‌شناسی
- فراموش کردن سارا مارشال (۲۰۰۸)
- پسرهای طرفدار (۲۰۰۹)
- فرار زوج‌ها (۲۰۰۹)
- هنگامی که در رم (۲۰۱۰)
- برلسک (۲۰۱۰)
- دوباره تو (۲۰۱۰)
- بزن و فرار کن (۲۰۱۲)
- یخ‌زده (۲۰۱۳)
- ورونیکا مارس (۲۰۱۴)
- تب یخ‌زده (۲۰۱۵)
- رئیس (۲۰۱۶)
- مادرهای بد (۲۰۱۶)
- کریسمس مادرهای بد (۲۰۱۷)
- چیپس (۲۰۱۷)
- رالف اینترنت را خراب می‌کند (۲۰۱۸)
- یخ‌زده ۲ (۲۰۱۹)
- سردسته‌ها (۲۰۲۱)
- زنی در خانه آن‌سوی خیابان با دختری پشت پنجره (۲۰۲۲)
- افرادی که در عروسی از آن‌ها متنفریم (۲۰۲۲)
- هیچ‌کس این را نمی‌خواهد (۲۰۲۴)